# Hoessein-Ali Montazeri

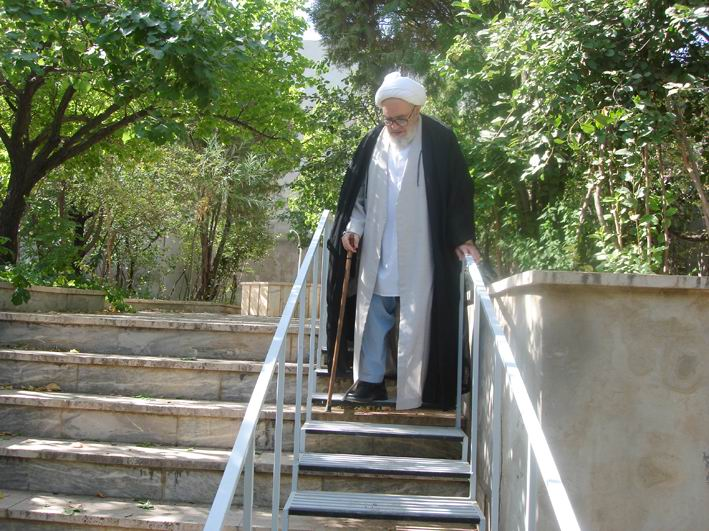
Hoessein-Ali Montazeri in 2009, het jaar van zijn overlijden

Hoessein-Ali Montazeri (1922 - 20 december 2009) was een grootayatollah in Iran. Hij was één der grondleggers van de Iraanse Revolutie in 1979. Aanvankelijk stond Montazeri bekend als de opvolger van ayatollah Ruhollah Khomeini, maar in 1988 raakte hij met hem in conflict, omdat Montazeri regelmatig in Khomeini's ogen prowesterse opmerkingen maakte. In 1997 kreeg Montazeri huisarrest, omdat hij ayatollah Ali Khamenei, die vanaf 1989 (na Khomeini's overlijden) de religieuze leider was, publiekelijk bekritiseerd had.
Hij nam openlijk afstand van het ontwikkelen van kernwapens en sprak zelfs een fatwa uit, waarin hij stelde dat deze on-Islamitisch zijn.
Zijn begrafenis in Qom op 21 december 2009 gaf aanleiding tot een massale protestdemonstratie tegen het Iraanse regime. Deze protesten bleven nog dagen voortslepen en er vielen verschillende doden en vele gewonden door het harde optreden van de veiligheidstroepen.
- Bibliothèque nationale de France: cb17168704s (data)
- Gemeinsame Normdatei: 118909762
- International Standard Name Identifier: 0000 0000 8368 6781
- Library of Congress Control Number: n81006569
- Nationale Bibliotheek van Israël: 987007304578505171
- Nederlandse Thesaurus van Auteursnamen: 108922200
- Système universitaire de documentation: 189240776
- TDVİA: muntaziri
- Virtual International Authority File: 30335477
- WorldCat: E39PBJy8tXxChXVTh4pM4CgYfq